# Olympische Sommerspiele 1972/Rudern – Zweier ohne Steuermann
Der Zweier ohne Steuermann bei den Olympischen Sommerspielen 1972 wurde vom 27. August bis 2. September auf der Regattastrecke Oberschleißheim ausgetragen.

## Ergebnisse

### Vorläufe
Die Sieger eines jeden Laufes qualifizierten sich für das Halbfinale. Alle weiteren Boote mussten in den Hoffnungslauf.

#### Vorlauf 1
| Rang | Nation         | Athleten                         | Zeit (min) |
| ---- | -------------- | -------------------------------- | ---------- |
| 1    | BR Deutschland | Erwin Haas Lutz Ulbricht         | 7:22,94    |
| 2    | Rumänien       | Ilie Oantă Dumitru Grumezescu    | 7:28,03    |
| 3    | Großbritannien | Jeremiah McCarthy Matthew Cooper | 7:30,62    |
| 4    | Ungarn         | László Balogh György Sarlós      | 7:49,70    |
| 5    | Mexiko         | José Luis Rion Miguel Ruiz       | 7:59,53    |

#### Vorlauf 2
| Rang | Nation             | Athleten                         | Zeit (min) |
| ---- | ------------------ | -------------------------------- | ---------- |
| 1    | Schweiz            | Heinrich Fischer Alfred Bachmann | 7:20,51    |
| 2    | Polen              | Alfons Ślusarski Jerzy Broniec   | 7:24,16    |
| 3    | Niederlande        | Roelof Luynenburg Rudolf Stokvis | 7:26,80    |
| 4    | Vereinigte Staaten | Lawrence Hough Dick Lyon         | 7:33,16    |
| 5    | Österreich         | Hans Fortmüller Ulli Wolf        | 7:38,53    |

#### Vorlauf 3
| Rang | Nation      | Athleten                            | Zeit (min) |
| ---- | ----------- | ----------------------------------- | ---------- |
| 1    | Sowjetunion | Wladimir Poljakow Nikolai Wassiljew | 7:28,97    |
| 2    | Norwegen    | Erik Erichsen Åke Fiskerstrand      | 7:34,89    |
| 3    | Australien  | Kim Mackney Christopher Stevens     | 7:39,03    |
| 4    | Brasilien   | Raúl Bagattini Érico de Souza       | 7:42,02    |
| 5    | Nordkorea   | Ri Jong-hui Li Jong-un              | 8:04,91    |

#### Vorlauf 4
| Rang | Nation           | Athleten                          | Zeit (min) |
| ---- | ---------------- | --------------------------------- | ---------- |
| 1    | DDR              | Siegfried Brietzke Wolfgang Mager | 7:20,35    |
| 2    | Tschechoslowakei | Lubomír Zapletal Petr Lakomý      | 7:25,92    |
| 3    | Jugoslawien      | Duško Mrduljaš Nikola Mardešić    | 7:40,47    |
| 4    | Kanada           | Andrew van Ruyven Richard Symsyk  | 7:46,90    |

### Hoffnungslauf
Die zwei besten Boote eines jeden Laufes qualifizierten sich für das Halbfinale.

#### Hoffnungslauf 1
| Rang | Nation             | Athleten                        | Zeit (min) |
| ---- | ------------------ | ------------------------------- | ---------- |
| 1    | Tschechoslowakei   | Lubomír Zapletal Petr Lakomý    | 7:34,16    |
| 2    | Vereinigte Staaten | Lawrence Hough Dick Lyon        | 7:37,34    |
| 3    | Australien         | Kim Mackney Christopher Stevens | 7:45,03    |
| 4    | Mexiko             | José Luis Rion Miguel Ruiz      | 8:15,97    |

#### Hoffnungslauf 2
| Rang | Nation      | Athleten                         | Zeit (min) |
| ---- | ----------- | -------------------------------- | ---------- |
| 1    | Niederlande | Roelof Luynenburg Rudolf Stokvis | 7:38,51    |
| 2    | Norwegen    | Erik Erichsen Åke Fiskerstrand   | 7:50,21    |
| 3    | Ungarn      | László Balogh György Sarlós      | 7:59,40    |

#### Hoffnungslauf 3
| Rang | Nation         | Athleten                         | Zeit (min) |
| ---- | -------------- | -------------------------------- | ---------- |
| 1    | Polen          | Alfons Ślusarski Jerzy Broniec   | 7:34,77    |
| 2    | Großbritannien | Jeremiah McCarthy Matthew Cooper | 7:40,78    |
| 3    | Kanada         | Andrew van Ruyven Richard Symsyk | 7:45,71    |
| 4    | Nordkorea      | Ri Jong-hui Li Jong-un           | 7:56,42    |

#### Hoffnungslauf 4
| Rang | Nation      | Athleten                       | Zeit (min) |
| ---- | ----------- | ------------------------------ | ---------- |
| 1    | Rumänien    | Ilie Oantă Dumitru Grumezescu  | 7:30,45    |
| 2    | Jugoslawien | Duško Mrduljaš Nikola Mardešić | 7:40,84    |
| 3    | Brasilien   | Raúl Bagattini Érico de Souza  | 7:42,63    |
| 4    | Österreich  | Hans Fortmüller Ulli Wolf      | 7:44,45    |

### Halbfinale
Die drei besten Boote jedes Laufes qualifizierten sich für das A-Finale, die restlichen Boote starteten im B-Finale.

#### Halbfinale 1
| Rang | Nation             | Athleten                         | Zeit (min) |
| ---- | ------------------ | -------------------------------- | ---------- |
| 1    | Polen              | Alfons Ślusarski Jerzy Broniec   | 7:42,41    |
| 2    | Schweiz            | Heinrich Fischer Alfred Bachmann | 7:44,91    |
| 3    | Rumänien           | Ilie Oantă Dumitru Grumezescu    | 7:47,77    |
| 4    | Vereinigte Staaten | Lawrence Hough Dick Lyon         | 7:50,26    |
| 5    | Norwegen           | Erik Erichsen Åke Fiskerstrand   | 7:57,27    |
| 6    | BR Deutschland     | Erwin Haas Lutz Ulbricht         | 8:06,06    |

#### Halbfinale 2
| Rang | Nation           | Athleten                            | Zeit (min) |
| ---- | ---------------- | ----------------------------------- | ---------- |
| 1    | DDR              | Siegfried Brietzke Wolfgang Mager   | 7:40,58    |
| 2    | Niederlande      | Roelof Luynenburg Rudolf Stokvis    | 7:41,86    |
| 3    | Tschechoslowakei | Lubomír Zapletal Petr Lakomý        | 7:45,11    |
| 4    | Sowjetunion      | Wladimir Poljakow Nikolai Wassiljew | 7:46,18    |
| 5    | Großbritannien   | Jeremiah McCarthy Matthew Cooper    | 7:56,59    |
| 6    | Jugoslawien      | Duško Mrduljaš Nikola Mardešić      | 8:01,58    |

### Finale

#### B-Finale
| Rang | Nation             | Athleten                            | Zeit (min) |
| ---- | ------------------ | ----------------------------------- | ---------- |
| 7    | BR Deutschland     | Erwin Haas Lutz Ulbricht            | 7:31,02    |
| 8    | Sowjetunion        | Wladimir Poljakow Nikolai Wassiljew | 7:34,37    |
| 9    | Vereinigte Staaten | Lawrence Hough Dick Lyon            | 7:38,64    |
| 10   | Norwegen           | Erik Erichsen Åke Fiskerstrand      | 7:40,55    |
| 11   | Jugoslawien        | Duško Mrduljaš Nikola Mardešić      | 7:43,20    |
| 12   | Großbritannien     | Jeremiah McCarthy Matthew Cooper    | 7:51,01    |

#### A-Finale
| Rang | Nation           | Athleten                          | Zeit (min) |
| ---- | ---------------- | --------------------------------- | ---------- |
| 1    | DDR              | Siegfried Brietzke Wolfgang Mager | 6:53,16    |
| 2    | Schweiz          | Heinrich Fischer Alfred Bachmann  | 6:57,06    |
| 3    | Niederlande      | Roelof Luynenburg Rudolf Stokvis  | 6:58,70    |
| 4    | Tschechoslowakei | Lubomír Zapletal Petr Lakomý      | 6:58,77    |
| 5    | Polen            | Alfons Ślusarski Jerzy Broniec    | 7:02,24    |
| 6    | Rumänien         | Ilie Oantă Dumitru Grumezescu     | 7:42,90    |